# José Calixto de Orihuela
Fray José Calixto de Orihuela y Valderrama, O.S.A. (Villa de Oropesa, actual Bolivia, 14 de octubre de 1767 - Lima, 1 de abril de 1844) fue un religioso criollo americano. Teólogo, canonista y predicador afamado en Lima, llegó a ser obispo del Cuzco.

## Biografía
Nació en la Villa de Oropesa, en la Real Audiencia de Charcas. A temprana edad pasó a Lima, donde estudió en el Colegio de San Ildefonso, recibiendo las sagradas órdenes y optando grado de maestro en 1790. Dentro de su orden organizó la Tercera Orden Seglar, de cuya casa de ejercicios fue director y protector, la misma que se hallaba en el pueblo del Cercado (una sección de la ciudad de Lima poblada por indígenas). De otro lado, estableció el alumbrado continuo del Santísimo Sacramento en la iglesia de su convento grande.
En 1796 publicó en Lima una traducción al español del libro Sentimientos sobre el amor de Dios, del predicador francés Jean-Baptiste Avrillon.
El 29 de marzo de 1819 fue preconizado obispo titular de Calama y obispo auxiliar del Cuzco, siendo consagrado el 9 de julio de 1820 en la catedral de Lima por el arzobispo Bartolomé María de las Heras. En dicha ceremonia estuvieron presentes también el obispo de Huamanga, Pedro Gutiérrez de Cos, y el de Charcas, Martín de Villodres, con quienes emprendió viaje a sus respectivas diócesis, tomando la ruta de la sierra central. Por entonces el Ejército Libertador, dirigido por el general José de San Martín, había arribado al Perú, y parte de sus fuerzas, al mando del general Juan Antonio Álvarez de Arenales, se adentraron en la sierra para alentar el patriotismo lugareño. En Huancayo, Orihuela decidió esperar a las fuerzas de Arenales, con el que se entrevistó en noviembre de 1820, y ante quien reconoció la legitimidad de la causa patriota.
Cuando llegó al Cuzco, se encontró con la noticia de la muerte del obispo José Pérez y Armendáriz (el llamado «obispo patriota»), por lo que asumió el gobierno de la diócesis como delegado de la Santa Sede, desde el día de su entrada, el 21 de septiembre de 1821. Solicitó su nombramiento como obispo titular, y aunque las bulas respectivas fueron expedidas el 27 de junio de ese año, llegaron el 28 de junio de 1823.
Durante ese tiempo, siguiendo el principio del respeto a la autoridad establecida, se mantuvo leal al gobierno virreinal, cuya sede se había instalado precisamente en el Cuzco. Pero tras la capitulación de Ayacucho de 9 de diciembre de 1824, reconoció la independencia del Perú como obra divina, tal como consta en una carta pastoral de 1825, en donde da la siguiente razón:

Por el principio sentido de que toda potestad viene de Dios y porque el que resiste a la potestad constituida resiste a la voluntad de Dios.

Sin embargo, no tardó en producirse ruidosas competencias y disgustos entre el obispo y el prefecto del Cuzco, general Agustín Gamarra, representante del gobierno de Bolívar. Entre las causas de esas desavenencias estaba la exigencia, de parte del gobierno, de crecidas sumas de dinero a la Iglesia, y la supresión de algunas canonjías, que Orihuela consideró violatorias de las leyes canónicas. Decidió entonces renunciar aduciendo motivos de salud y se trasladó a Lima, a fines de 1826. Se retiró a la casa de ejercicios de Nuestra Señora de la Consolación del pueblo del Cercado de Lima, que había fundado y protegido. Allí falleció en 1841, a los 74 años de edad.
El 22 de noviembre de 1832, el papa Gregorio XVI aceptó la renuncia de Orihuela al obispado de Cuzco. Este quedaría vacante hasta 1838, cuando fue nombrado obispo Eugenio Mendoza Jara.